# Visconde de Bianchi
- O Título de Visconde de Bianchi foi concedido por El-Rei Dom Carlos a Augusto de Bianchi (1º), bisavô de João Manuel Leite Monteiro de Bianchi, por Carta Régia em 9 de Março de 1893.

- Este Título passou para seu filho primogénito, João António de Bianchi (2º).

- Este Título passou para seu filho primogénito, homónimo, João António de Bianchi (Embaixador) (3º).

- O Título passou, por este último não ter filho varão e por sua vontade, por carta, a seu irmão, Manuel de Bianchi (4º), por só este ter tido filhos varões.

- Este Título passou finalmente para seu filho João Manuel Leite Monteiro de Bianchi (Arquitecto) (5º Visconde), antigo detentor do Título e da Carta Régia, por carta de 20 de Março de 1986.